# WR 124
WR 124 è una stella di Wolf-Rayet nella costellazione della Freccia, localizzata a circa 11.000 anni luce dalla Terra. Si trova al centro della nebulosa M1-67, nota anche come Sh2-80. È conosciuta anche con il nome di Stella di Merrill.

## Caratteristiche

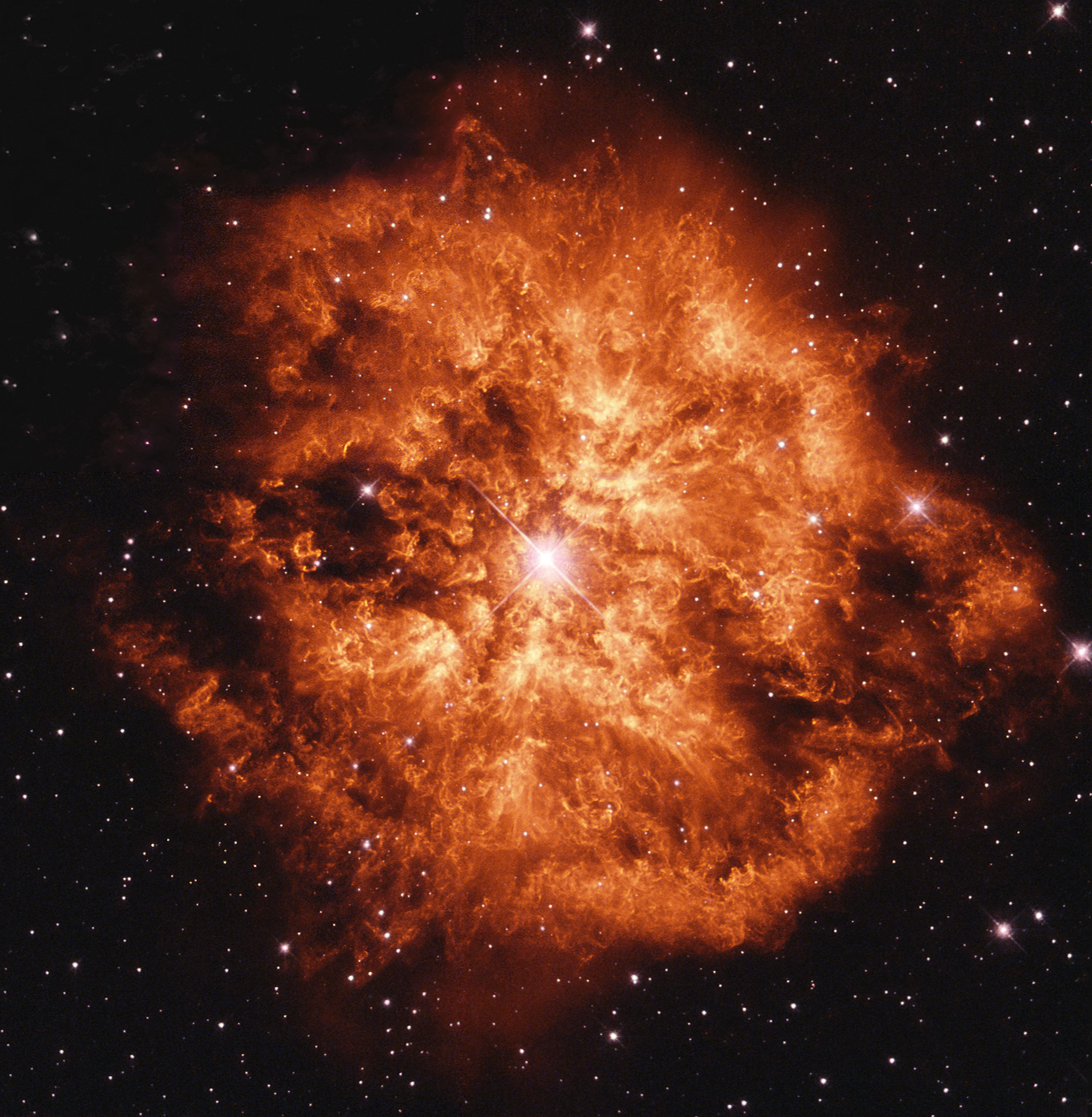
WR 124 vista dal telescopio spaziale Hubble.

WR 124 ha una massa stimata di 20 masse solari. In passato, la stella era probabilmente molto più massiccia, ma il vento stellare tipico delle stelle WR ha spazzato via gran parte della sua massa. Con una temperatura superficiale stimata di 50 000 K, WR 124 è una delle più calde stelle di Wolf-Rayet conosciute. 
WR 124 è circondata da una nebulosa molto calda, che ha cominciato a formarsi circa 10 000 anni fa a causa dell'intenso vento stellare generato dalla stella e da violente eruzioni avvenute durante differenti fasi dello stadio di variabile S Doradus,  che ha preceduto l'attuale stadio di stella di Wolf-Rayet. 
Sh2-80 è una nebulosa relativamente giovane che si sta espandendo ad una velocità di oltre 150000 km/h; ha un diametro di 2,98 anni luce, una dimensione comunque non sufficiente da permettere al gas di raggiungere il mezzo interstellare circostante. La nebulosa non ha una grande struttura interna, ma sono stati rilevati grumi e filamenti di materia che si allungano fino a una lunghezza di 150 miliardi di km, e che possiedono una massa 30 volte quella della Terra. WR 124 può essere vista come un corpo incandescente al centro di una gigantesca palla di fuoco, come in un'immagine ottenuta dal telescopio spaziale Hubble nel 1998.
La stella potrebbe far parte di un sistema binario, anche se la sua duplicità non è stata confermata, inoltre è una stella variabile, conosciuta come tale con la designazione di QR Sagittae. La magnitudine varia da 11,04 a 11,12 in un arco di tempo non specificato.